# HMS H50
HMS H50 (pennant number - H50, 50.H, N.50) – brytyjski okręt podwodny typu H. Zbudowany w latach 1918–1919 w stoczni William Beardmore and Company w Dalmuir, gdzie okręt został wodowany 25 października 1919 roku. Do służby w Royal Navy został przyjęty 3 lutego 1920 roku.
HMS H50 należał do serii okrętów typu H ze zmienioną konstrukcją. Po internowaniu części okrętów budowanych na zlecenie w Stanach Zjednoczonych zapadła decyzja o przeniesieniu produkcji do Wielkiej Brytanii. Od początku 1917 roku do końca 1920 roku w stoczniach Vickers, Cammell Laird, Armstrong Whitworth, Beardmore oraz HM Dockyard wybudowano 23 okręty tego typu.
Okręt został wycofany ze służby 13 czerwca 1945 roku. W lipcu został sprzedany West of Scotland Shipbreakers, Troon.